# Heilige-Kruisverheffingskerk (Beveren)

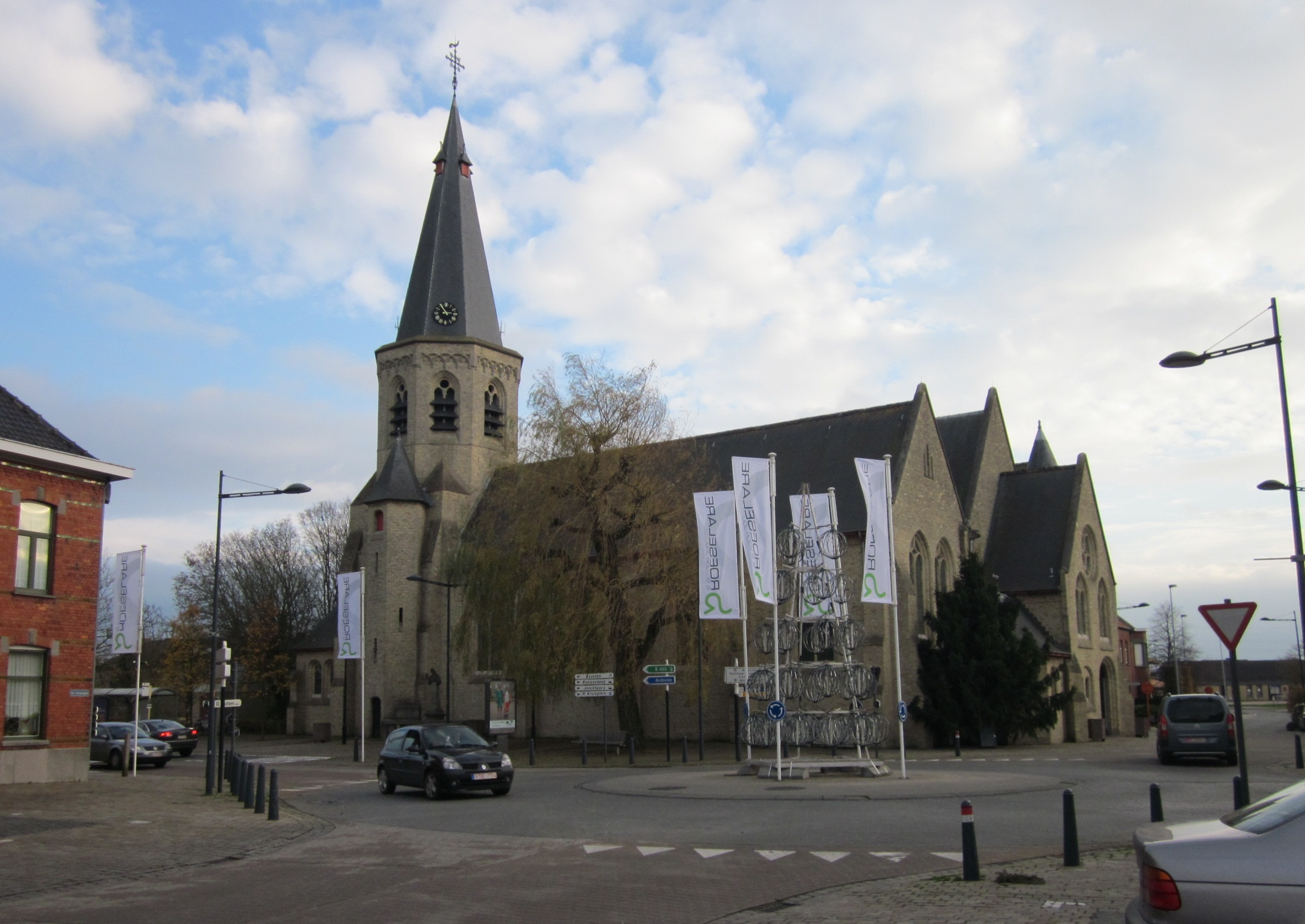
Heilige Kruisverheffingskerk in Beveren

De Heilige-Kruisverheffingskerk is een kerk in het Belgische dorp Beveren bij Roeselare. Het is de kerk van de parochie van de Heilige Kruisverheffing. Ze is voornamelijk bekend wegens de volksdevotie tot de heilige Antonius (tegen veeziekten en het Sint-Antoniusvuur, ook wel zona genoemd) en de heilige Donatus (aanroeper tegen donder en bliksem).
Na de Beeldenstorm was in 1608-1628 de kerk herbouwd als laatgotische pseudo-hallenkerk met vieringtoren. Deze kerk werd in 1786-1788 vergroot en kreeg rondboogvensters in 1830. Op het eind van de Eerste Wereldoorlog, in juli 1918, werd de kerk vernield door Duitse luchtbombardementen; enkel de toren bleef zonder spits over.
De kerk werd heropgebouwd in een gele zandsteen in het begin van de jaren twintig als gotische hallenkerk. De kerk had dezelfde oriëntering, maar was iets zuidwaarts opgeschoven, zodat de toren nu noordoostelijk ingeplant kwam te staan. De heropbouw was klaar in 1923 maar het duurde tot 1933 vooraleer de nieuwe kerk werd ingewijd. De kerk was vroeger gewijd aan de heilige Germanus, maar veranderde in 1928 van naam omwille van de oude verering van het Mirakelkruis. In 1990 werd de kerk volledig gerestaureerd.
In de kerk bevindt zich het "mirakelkruis". De verering van dit kruis dateert reeds van zeer lang geleden. Vooral op Goede Vrijdag is er een speciale verering van het kruis met een bijhorende kinderzegen.
De hoofdkerk had, tot de sluiting op 3/12/2008, ook een annexkerk (de Sint-Catharinakerk_(Kapelhoek)), die toegewijd werd aan de heilige Catharina. Dit was een moderne kerk uit 1970, naar een modern grondplan van een klokvorm, gebouwd op de Kapelhoek.
Vereerde heiligen te Beveren:
- de heilige Germanus van Auxerre (Germanus van Parijs)
- de heilige Antonius van Egypte (Antonius abt)
- de heilige Donatus van Munstereifel
- de heilige Catharina (sinds begin 2009, door de sluiting van de annexkerk, overgebracht naar de hoofdkerk)